# Lac de Cerknica
Le lac de Cerknica (en slovène: Cerkniško jezero), en Slovénie, est le plus grand lac intermittent d'Europe (en été le plus grand lac du pays est le lac permanent de Bohinj). 

## Localisation
Il est situé dans la partie sud du poljé de Cerknica, à environ 5 km au sud de cette ville et 13 km au sud-ouest de Postojna, dans la Carniole-Intérieure, une région de Slovénie.
En période de hautes eaux le lac commence à environ 2,5 km au sud de Cerknica, au village de Dolenje Jezero (population 225) où se trouve le Musée du lac qui présente le fonctionnement du lac avec une maquette animée au 1/2500e.

## Histoire

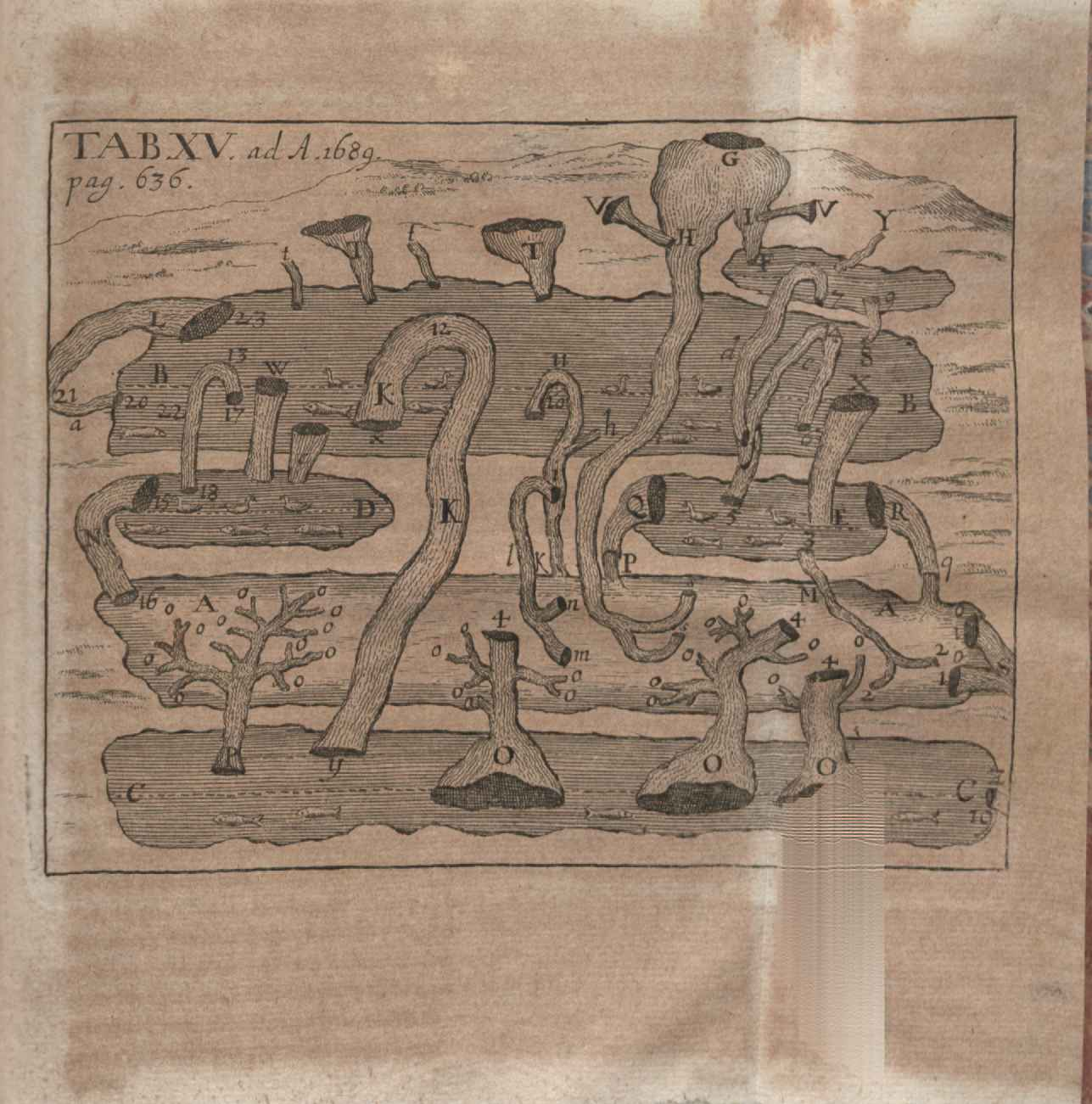
Illustration de Lacus Cirknicensis potiora phaenomena publiée sur Acta Eruditorum, 1689

Les Romains, lors de leur occupation de la Slovénie en tant que point stratégique entre l'Europe Centrale et la Méditerranée, l'appelèrent "le lac en deuil" (Lacus Lugeus) à cause de sa disparition pendant les mois secs. Le terme est repris par le géographe grec Strabon, qui parle dans sa géographie d'un « marais appelé Lougeon » (helos Lougeon kaloumenon ; forme latinisée : Lugeum), que l'on a identifié au lac Cerknica. Lougeon serait la transcription en grec par Strabon d'un toponyme local, peut-être d'origine illyrienne. 
Janez Vajkard Valvasor , pionnier de l'étude des phénomènes karstiques, rédige vers 1687 un traité détaillé sur l'hydrologie complexe du Lac.

## Description
La Stržen, rivière intermittente, alimente le poljé par le sud. L'est et l'ouest de cette plaine collectent l'eau souterraine du plateau de Bloke et des montagnes de Javornik. 
Dans sa période de hautes eaux, en hiver, le lac atteint une surface de 38 km2. L'été, lors de ses basses-eaux, il est réduit à quelques mares appelées dolines, des dépressions circulaires remplies d'eau allant de quelques mètres à plusieurs centaines de mètres de diamètre. Une herbe dense pousse en lieu et place du lac asséché. Certaines dolines s'assèchent en été (celle de Kotel par exemple), d'autres comme celle de Reseto sont permanentes. 

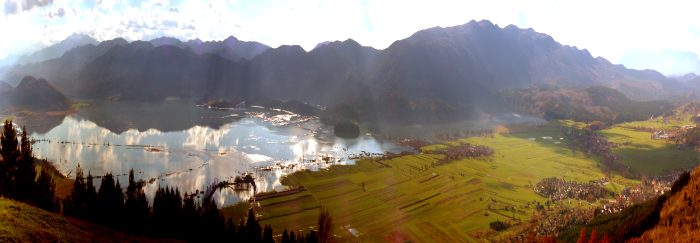
Vue sur le lac en hiver

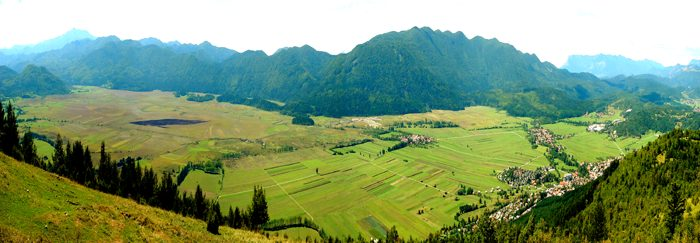
Vue sur le lac en été

## Géologie
Véritable curiosité géologique, au moment de la saison des pluies le lac peut réapparaître parfois en une seule journée. Son sous-sol de calcaire est percé de nombreux orifices ; la légende veut qu'il y ait un autre lac en dessous de lui. Les locaux ont pu voir des poissons aspirés dans un trou et réapparaitre par un autre trou. De fait, ces trous communiquent entre eux par l'intermédiaire de cavernes souterraines, dont certaines sont situées au-dessus du niveau du lac dans les collines voisines. 
Ce système hydrographique essentiellement souterrain accompagné de nombreuses cavités, caractéristique des structures karstiques, ne fut élucidé qu'à la fin du XVIIe siècle par Valvasor. (C'est également Valvasor qui décrit pour la première fois en 1689 le protée anguillard, qui fait partie de la faune du lac.)

L'altitude du lac varie de 546 à 551 mètres.

## Un lac rescapé
Les attaques envers le lac commencèrent quand les hommes ont cimenté les dolines pour gagner en pâturages. Le lac a subséquemment commencé à disparaître plusieurs fois par an. Ensuite ils voulurent empêcher la rivière Strzen de serpenter, et de s'infiltrer dans les prés en période de pluies. L'assèchement total ne tarda pas à menacer, avec disparition des dolines et des poissons. Seulement alors une mobilisation populaire eut lieu pour sauver le lac, ses poissons et tout son écosystème. En 2007 débute donc un projet européen de restauration. Pour les poissons le processus de sauvetage suit le schéma suivant : repérage des dolines au milieu du tapis d'herbes, pêche des poissons au filet (une course contre la montre pour sauver le plus de poissons possible), transvasement dans des seaux, portage jusqu'à la prochaine doline non-asséchée. On utilise des caissons alimentés en oxygène si le transport s'avère plus long. On sauve en priorité les brochets, perches, carpes et lottes de rivière (Lota lota).

En 2011, après cinq années de travail, le lac a quasiment repris son rythme saisonnier originel.

## Écologie
Le lac de Cerknica est un endroit important pour la faune, et surtout un lieu de nidification pour plusieurs espèces d'oiseaux. De l'automne au printemps il abrite chaque année quelque 200 espèces d'oiseaux. Pendant l'été (juillet à septembre) il sert de pâture aux troupeaux domestiques. Le lac et ses environs sont reconnus site Ramsar depuis le 19 janvier 2006.